# Florence Foster Jenkins
|  | Aquest article tracta sobre la soprano estatunidenca. Si cerqueu la pel·lícula britànica, vegeu «Florence Foster Jenkins (pel·lícula)». |

Florence Foster Jenkins (19 de juliol de 1868 - 26 de novembre de 1944) va ser una soprano estatunidenca, cèlebre per la seua manca d'afinació, el seu poc sentit del ritme i la seua incapacitat absoluta per al cant. L'historiador Stephen Pile va arribar a definir-la com la pitjor cantant d'òpera de la història.
Malgrat les seves mancances (o potser gràcies a això) va arribar a ser una figura de culte al Nova York dels anys 20, on va guanyar-se l'admiració de personalitats com Cole Porter, Enrico Caruso o Lily Pons.

## Biografia
Nada Florence Foster l'any 1868 a Wilkes-Barre (Pennsilvània), dins d'una família rica, Jenkins va rebre, de petita, lliçons de música, i va expressar el desig d'anar a estudiar música a l'estranger. Com que el seu pare va refusar de pagar-li els estudis, va decidir fugir a Filadèlfia amb el metge Frank Thornton Jenkins. S'hi va casar vers 1885 però se'n va divorciar el 1902.
Des d'aleshores va guanyar-se la vida com a professora i pianista. A la mort de son pare l'any 1909, Jenkins heretà una fortuna que li va permetre encetar la carrera de cantant de la qual els seus pares i el seu ex-marit l'havien descoratjada. Va implicar-se en la vida musical de Filadèlfia: hi va fundar i finançar el Club Verdi, va prendre lliçons de cant i començà a fer recitals l'any 1912.
La mort de sa mare, l'any 1928, quan Florence tenia 60 anys, li va donar més llibertat i els recursos suplementaris que li calien per a continuar la seua carrera.
Escoltant els seus enregistraments, es fa evident que Jenkins tenia un feblíssim sentit de l'afinació i el ritme i que amb prou feines era capaç de mantenir una nota. Hom pot escoltar el seu acompanyant intentant compensar les seues variacions de tempo i els seus errors rítmics. No obstant això, Jenkins va esdevenir immediatament popular gràcies al seu talent «gens acadèmic». El seu públic l'adorava, més per la diversió que proporcionava que per la seua destresa musical. Les crítiques la descrivien sovint en termes equívocs, fet que va contribuir a atiar la curiositat del públic.
Malgrat la seua palmària manca de sentit musical, Florence Jenkins es trobava completament persuadida del seu "extraordinari" talent. No dubtava a comparar-se a les sopranos conegudes, com ara Frieda Hempel i Luisa Tetrazzini. Considerava els esclats de riure, que mai no faltaven durant els seus recitals, com orquestrats per rivals dominades per «gelosia professional». Conscient de les crítiques, retrucava: «Podran dir que no sé cantar, però mai no podran dir que no he cantat».
El repertori d'àries que solia interpretar als seus concerts era una barreja de les grans peces operístiques de Wolfgang Amadeus Mozart, Giuseppe Verdi i Richard Strauss (totes ben allunyades de la seua capacitat), amb Lieder de Johannes Brahms i els Clavelitos de Joaquín Valverde y Sanjuán (un èxit sempre reclamat i bisat), en companyia de cançons compostes per ella mateixa o pel seu acompanyant, M. Cosmé McMoon.
Foster Jenkins portava sovint vestits sofisticats, dissenyats per ella mateixa, i apareixia en escena abillada de tul i amb unes ales d'àngel a l'esquena. Per als Clavelitos, un dia se li va ocórrer llançar clavells al públic, ventant-se amb un ventall i portant encara més flors al cabell.
Arran d'un accident a bord d'un taxi l'any 1943, va descobrir que podia emetre un «fa encara més agut que abans». En lloc de demandar la companyia de taxis, va enviar una caixa de bons cigars al conductor.
Malgrat les peticions del públic perquè actuara més sovint, Jenkins va restringir les seues rares aparicions a certs indrets favorits, i el seu recital anual tenia lloc a la sala de ball del Ritz-Carlton de Nova York. L'auditori dels seus recitals es va limitar sempre al seu fidel club femení i a altres invitats escollits - sempre amb una supervisió personal de la cantant de la distribució de les localitats tan desitjades.
Als 76 anys, Florence Foster Jenkins va cedir finalment a les demandes del seu públic i va actuar al Carnegie Hall, el 25 d'octubre de 1944. Per a aquest recital tan esperat les localitats s'esgotaren amb setmanes d'anticipació.
Florence Foster Jenkins va morir el mes següent d'un atac al cor.
S'ha especulat que els seus 32 anys de carrera no van ser més que una elaborada farsa, el que contrasta amb altres afirmacions que al·leguen que la seua mort va ser a conseqüència de les burles de què va ser objecte en la seua darrera aparició al Carnegie Hall. Siga com siga, cap d'aquestes teories no pot ésser provada. Tot indica que Florence Foster Jenkins va morir amb el sentiment de plenitud i confiança amb el qual va desenvolupar la seua vida d'artista.

## Discografia
Florence Foster Jenkins va enregistrar nou àries en cinc discos de 78 revolucions, les quals han estat reeditades en tres CDs (als Estats Units) :
- The Muse Surmounted: Florence Foster Jenkins and Eleven of Her Rivals (Homophone Records) que reprodueix una única peça de Jenkins, Valse Caressante, per a veu, flauta i piano, però que inclou també una entrevista amb el compositor, que era també el seu acompanyant, M. Cosmé McMoon.
- The Glory (????) of the Human Voice (RCA Victor)  que conté les altres 8 àries, totes amb M. McMoon com a acompanyant.
- Murder on the High C's (Naxos) que reprèn les 9 àries i peces cantades per altres persones, sense l'entrevista amb McMoon.

## Obres sobre Florence Foster Jenkins
- 2001 : una obra teatral sobre Foster Jenkins, escrita per Chris Ballance, es va estrenar a l'Edinburgh Fringe.
- 2005 : una altra obra sobre Jenkins, Glorious, de Peter Quilter, es va estrenar al setembre al Regne Unit.
- 2005 : una altra obra sobre la vida de Jenkins, Souvenir, es va representar a Broadway al novembre, amb Judy Kaye en el paper de Jenkins.
- 2008 : l'obra La casta flore, de la Compagnie Jean-Duceppe, al Quebec, va presentar a escena la vida de Jenkins i el seu encontre amb McMoon a la seua mort.
- 2008 : Al seu àlbum Bijoux & babioles, la cantant Juliette evoca amb humor Jenkins en la cançó Casseroles & faussets.
- 2016 : la pel·lícula Florence Foster Jenkins de Stephen Frears protagonitzada per Meryl Streep.